# Chimki
Chimki (russisch Хи́мки) ist eine russische Stadt in der Oblast Moskau unmittelbar vor der nordwestlichen Stadtgrenze Moskaus. Sie hat 207.425 Einwohner (Stand 14. Oktober 2010) und liegt an der Bahnstrecke Sankt Petersburg–Moskau. 

## Geschichte

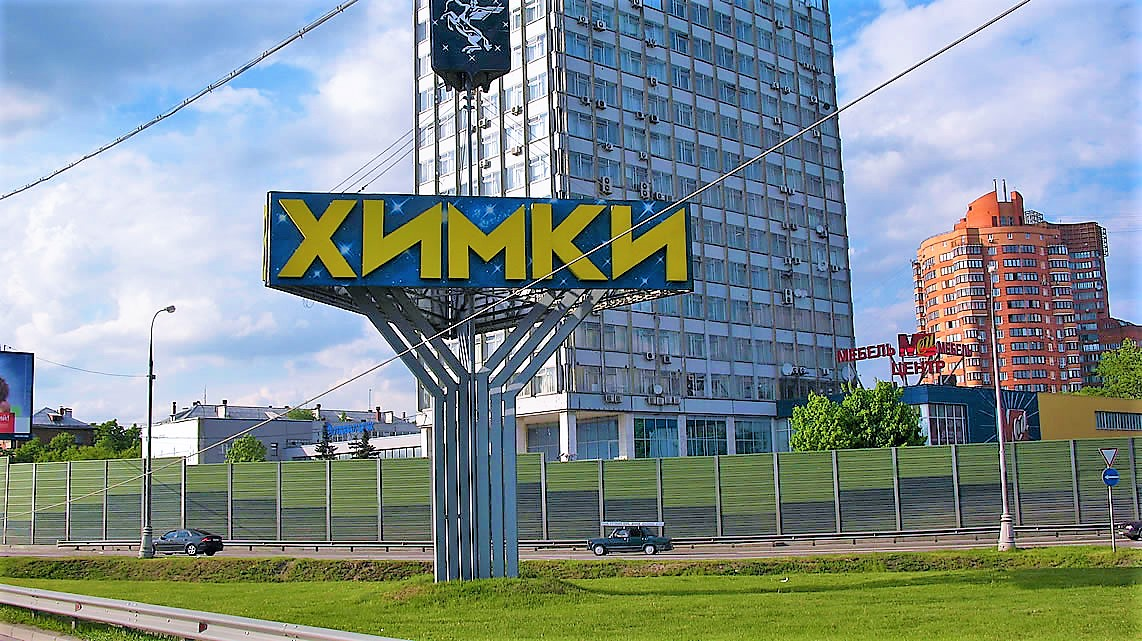
Stadteinfahrt

Chimki ging aus einer Ansammlung von Datschen hervor und entwickelte sich zu einer Wohn- und Naherholungsvorstadt von Moskau. Daneben sind hier auch kleine Industriebetriebe wie Fliesen- und Glasfabriken angesiedelt. Das Stadtrecht erhielt Chimki 1939. Hier wurde 1946 unter der Leitung von Walentin Gluschko eines der wichtigsten Unternehmen der russischen Raketen- und Raumfahrtindustrie gegründet, dessen Hauptsitz auch heute noch hier befindet. In dem seit 1991 nach seinem Gründungsdirektor benannten NPO Energomasch werden Raketentriebwerke so z. B. für die bewährten Trägerraketen Sojus sowie Proton und die neue ICBM RS-28 Sarmat gefertigt.

Während des Russlandfeldzuges im Zweiten Weltkrieg gelang einem Erkundungstrupp der Wehrmacht am 2. Dezember 1941 ein Vorstoß bis nach Chimki, das damals ca. 8 km von der Stadtgrenze von Moskau entfernt war. Es war der weiteste deutsche Vorstoß auf die sowjetische Hauptstadt in der Schlacht um Moskau (seit 1966 Denkmal Jeschi); die Moskauer Festungsbatterien schossen nun in die vordersten Linien der Angreifer.

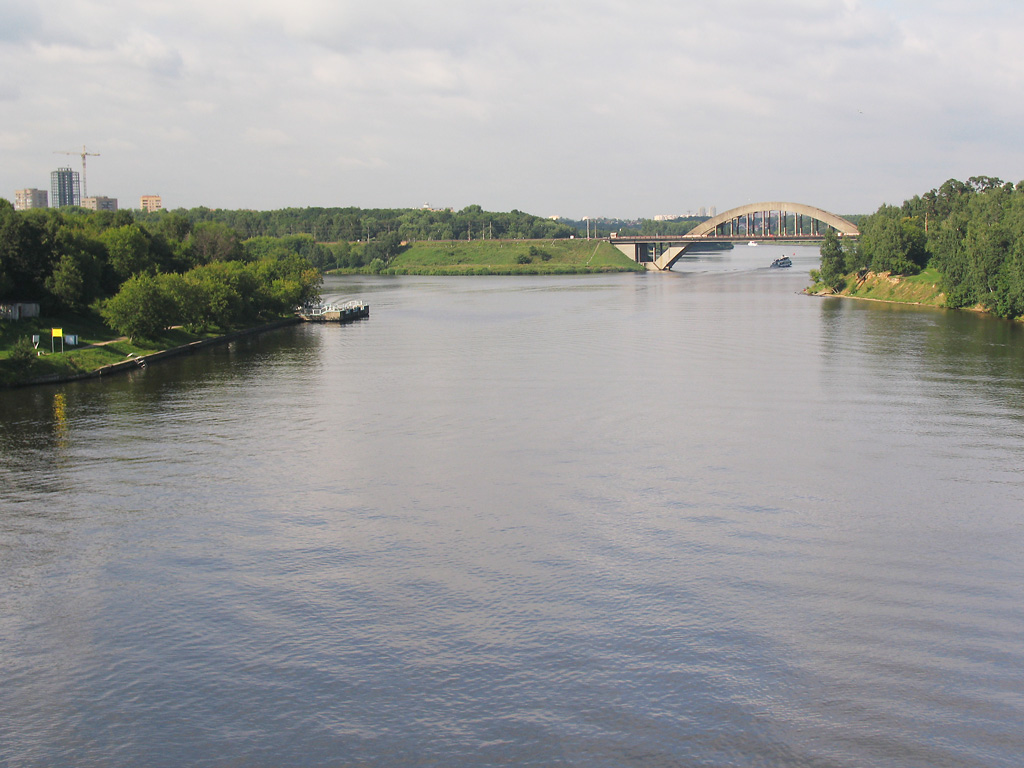
Der Moskau-Wolga-Kanal bei Chimki mit Apollon Belogolowys Eisenbahnbrücke

Im Jahre 2004 erfolgte die Eingemeindung der Dörfer Waschutino, Kljasma und Iwakino, der Siedlung städtischen Typs Starbejewo sowie der Stadt Schodnja.
2008 wurde der zwischenzeitlich zurückgetretene Bürgermeister Streltschenko dafür kritisiert, einen Wald nahe Chimki als lukratives Bauland nutzen zu wollen. Vor allem der Chefredakteur der Chimkinskaja prawda, Michail Beketow, berichtete wiederholt über die illegale Vermarktung von Waldgrundstücken. Nachdem er mehrmals bedroht worden war, überfielen Unbekannte Mitte November 2008 Beketow und verletzten ihn so schwer, dass der Journalist seitdem schwerstbehindert ist. Im Sommer 2010 sorgte die geplante Verlegung der neuen Autobahn M11 von Moskau über den Flughafen Scheremetjewo nach Sankt Petersburg durch dieses Waldgebiet für Kritik in ganz Russland; inzwischen wurden die Rodungsarbeiten auf öffentlichen Druck hin bis auf Weiteres gestoppt. Am 14. August 2012 trat Bürgermeister Streltschenko von seinem Amt zurück. Am 14. Oktober 2012 wurde der neue Bürgermeister Oleg Fjodorowitsch Schachow (Einiges Russland) mit 47,61 % der abgegebenen Stimmen ins Amt gewählt. Die oppositionelle Kandidatin Jewgenija Tschirikowa, eine der Hauptakteure im Protest gegen die Waldrodung, kam auf 17,59 % der Stimmen.
Seit 1997 besteht in Chimki Oberleitungsbusverkehr, der auch eine Verbindung nach Moskau herstellt.
In den letzten Jahren entstand in Chimki eine öffentliche Diskussion darüber, ob die Stadt Chimki nach Moskau eingemeindet werden soll. Der ehemalige Gouverneur der Oblast Moskau, Boris Gromow, war ein kategorischer Gegner der Eingemeindung.

### Bevölkerungsentwicklung
| Jahr | Einwohner |
| ---- | --------- |
| 1926 | 3.000     |
| 1939 | 23.092    |
| 1959 | 47.800    |
| 1970 | 86.645    |
| 1979 | 117.974   |
| 1989 | 132.902   |
| 2002 | 141.000   |
| 2010 | 207.425   |
| 2015 | 232.066   |
| 2020 | 259.550   |

Anmerkung: Volkszählungsdaten (1926 gerundet)

## Religion

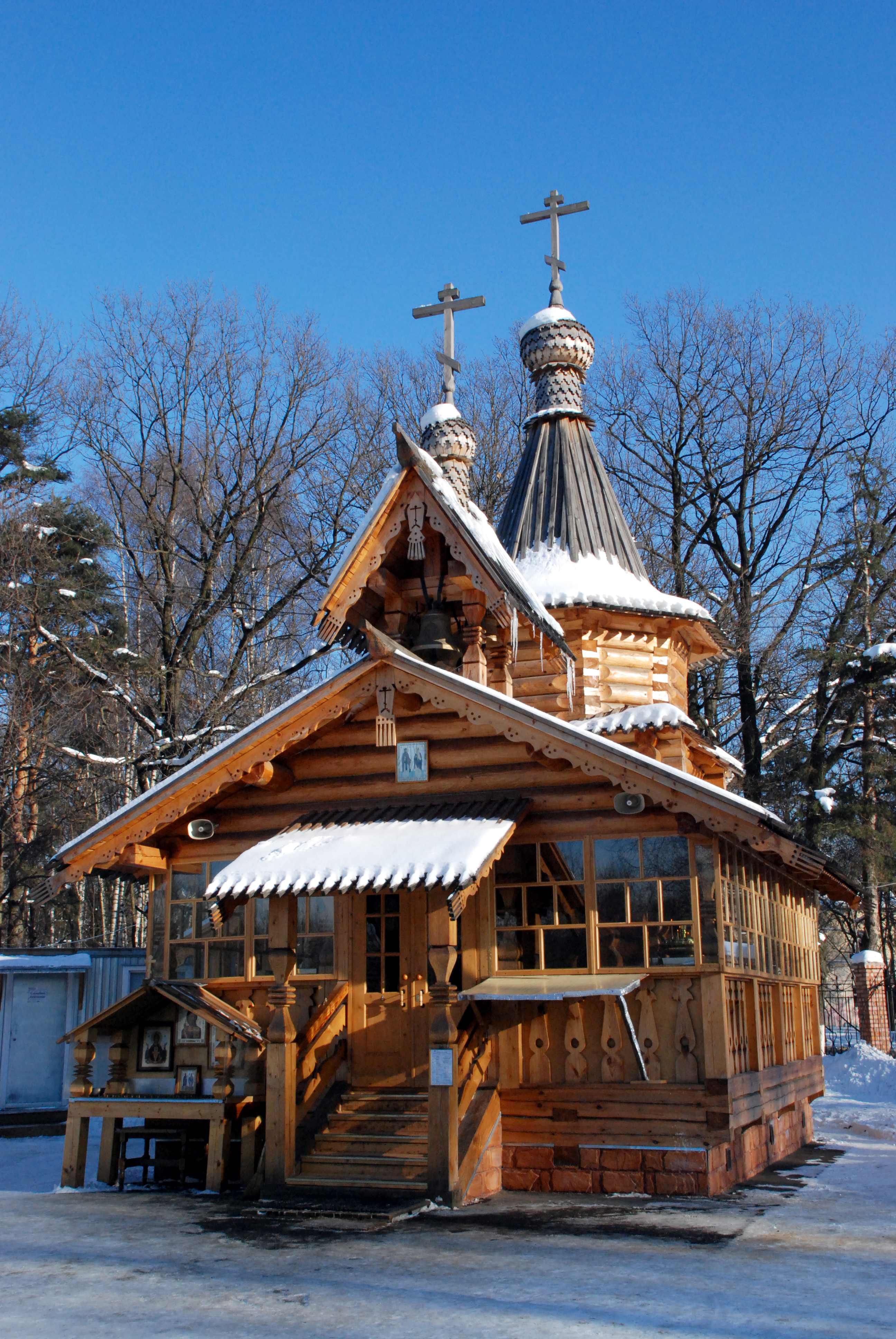
Die russisch-orthodoxe Kirche zu Ehren der Heiligen Brüder Kyrill und Method im Februar 2010.

Die Mehrheit der Chimkier Bevölkerung gehört dem russisch-orthodoxen Christentum an. Im Jahr 2007 wurde der Bau der russisch-orthodoxen Kirche zu Ehren der Heiligen Brüder Kyrill und Method fertiggestellt. Daneben gibt es zwei weitere russisch-orthodoxe Kirchen. Es besteht auch ein Bethaus der Evangeliumschristen-Baptisten sowie eine Gemeinde der Pfingstbewegung.

## Sport
Der Fußballverein FK Chimki stieg 2007 als Meister der zweitklassigen Ersten Division in die höchste russische Liga, die Premjer-Liga, auf. Bereits 2009 stieg die Mannschaft jedoch wieder in die zweite Fußballliga ab.
Überregional bekannt ist auch der Basketballverein BK Chimki, der am Spielbetrieb der VTB United League teilnimmt und diese 2011 gewinnen konnte. Darüber hinaus gewann der Verein den ULEB Eurocup 2012 und 2015.

## Städtepartnerschaften
- Hrodna, Belarus
- Kemer, Türkei

### Ehemalige Städtepartnerschaften
- Poltawa, Ukraine

## Söhne und Töchter der Stadt
- Waldemar Hippius (1876–1941), Schriftsteller und Lehrer
- Wiktor Polupanow (* 1946), Eishockeyspieler
- Juri Malyschew (* 1947), Ruderer
- Wladimir Bodrow (* 1958), Fußballspieler und -trainer
- Maxim Konzewitsch (* 1964), Mathematiker
- Alexander Wereschtschaka (* 1965), Meereskundler und Biologe
- Igor Juschtschenko (* 1969), Fußballspieler und -trainer
- Jekaterina Lugowkina (* 1980), Bogenbiathletin
- Darja Besedina (* 1988), Oppositionspolitikerin und Urbanistin
- Alexei Schmidt (* 1983), Radrennfahrer
- Darja Bessedina (* 1988), Oppositionspolitikerin
- Xenija Saizewa (* 2004), Tennisspielerin